# Forêts des basses-terres de Puget
Localisation
L'écorégion appelée par le WWF Puget lowland forests ou Forêts des basses-terres de Puget est une région boisée qui s’étend au sud-ouest de la Colombie-Britannique et aux États-Unis dans les États de l'Oregon et de Washington. Cette écorégion, composée essentiellement de forêts tempérées de conifères, occupe 22 500 km2.
L'écorégion occupe la zone de basse altitude comprise entre la chaîne des Cascades et les montagnes Olympiques principalement en bordure du Puget Sound. Au nord, elle débute au sud-ouest de la Colombie-Britannique (basse vallée du fleuve Fraser) et continue au sud jusqu'à la frontière de l'Oregon, à proximité de la vallée du fleuve Columbia).
La région est généralement bien arrosées en précipitations (800 à 1 500 mm/an) mis à part quelques zones situées dans l'ombre pluviométrique de la zone des Cascades (460 mm/an).
Parmi la flore de la zone humide se trouvent entre autres le Thuya géant de Californie, le Sapin de Vancouver et la fougère Polystichum munitum. La faune se compose par exemple du Raton laveur, de la Loutre de mer, du Vison d'Amérique, du Coyote, du Cerf hémione, du Phoque commun, de l'Urubu à tête rouge, du Pygargue à tête blanche et du Tétras sombre. Plusieurs rivières de la zone sont des zones de reproduction des saumons du Pacifique. 